# Ala (militar)

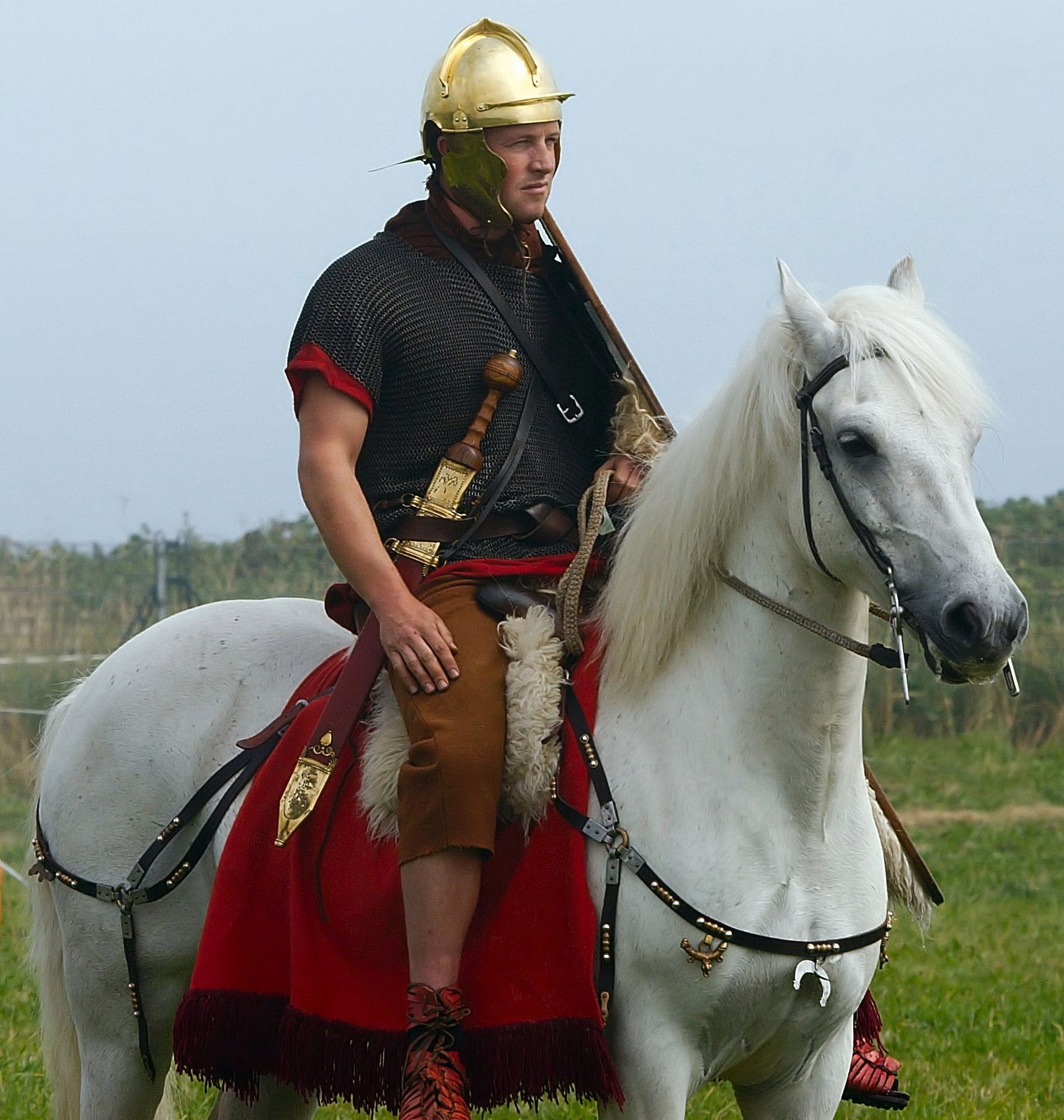
Representação de legionário romano

No âmbito militar, uma ala é um tipo de unidade militar, antigamente associada à cavalaria mas atualmente sobretudo associada às forças aéreas.
O termo "ala" (termo latino que significa "asa") foi usado inicialmente pelos antigos Romanos para designar uma unidade militar equivalente à legião, mas composta apenas por auxiliares aliados. Posteriormente, passou a designar uma unidade exclusivamente de cavalaria.
Modernamente, a ala é uma unidade existente nas forças aéreas de vários países, de escalão aproximadamente equivalente à brigada ou ao regimento das forças terrestres. Conforme a organização de cada força aérea, uma ala pode ser composta por vários grupos aéreos ou, pelo contrário, um grupo pode ser composto por várias alas.

## A ala na Roma antiga
Durante os meados do período da República Romana (338 a.C. a 88 a.C., a ala constituía uma unidade militar composta por conscritos recrutados de entre os sócios (socii), os aliados itálicos de Roma. Um exército consular normal, durante este período era composto por duas legiões - compostas apenas por cidadãos romanos - e por duas alas aliadas. A designação "ala" teria tido origem na posição que as mesmas ocupavam nas formações de combate, nos dois flancos das legiões que ocupavam a posição central. Cada uma das duas alas de um exército era referidas como "dextera ala" (ala direita) ou como "sinistra ala" (ala esquerda). As alas tinham um efetivo ligeiramente superior ao das legiões (cerca de 5400, contra os 4500 das legiões). Além das tropas a pé, cada ala fornecia também 30 turmas de cavalaria, em comparação com as apenas dez fornecidas por cada legião. 
A partir do imperador Augusto (governou de 30 a.C. a 14 d.C.), no exército imperial profissional, o termo "ala" passou a designar uma unidade militar muito menor, exclusivamente de cavalaria, composta por auxiliares não-cidadãos. As alas continham a cavalaria de elite do exército romano. Eram treinadas para a realização de manobras elaboradas, sendo especialmente bem adaptadas para a realização de operações de combate em larga escala, nas quais serviam de escolta a cavalo em proveito das legiões, uma vez que estas quase não dispunham de cavalaria orgânica. Os membros das alas (alaris) estavam bem protegidos com cotas de malha e armaduras, com uma variante de cavalaria do capacete de infantaria e com um escudo oval. As suas armas ofensivas incluíam uma lança (hasta), uma espada de cavalaria (spatha) - mais longa que o gládio da infantaria - e uma longa adaga. O estatuto de elite dos alaris fazia com que o seu soldo fosse 20% superior ao dos homólogos das coortes e ao dos legionários. Cada ala era comandada por um prefeito (praefectus) e composta por várias turmas, cada qual com 30 elementos. Existiam dois tipos de alas: as quingenárias e as milenárias. Cada ala quingenaria era composta por 16 turmas e cerca de 500 efetivos e cada ala milenaria era composta por 24 turmas e cerca de 750 efetivos.

## A ala nas forças aéreas

### EUA
Na Força Aérea dos EUA (USAF), a ala (wing) é normalmente a unidade de escalão imediatamente inferior ao da força aérea numerada. A maioria das alas da USAF são comandadas por coronéis, mas algumas são comandadas por brigadeiros-generais. As alas da USAF estão estruturadas para o desempenho de uma determinada função numa base específica, sendo compostas por um comando, um grupo de operações, um grupo de manutenção, um grupo médico e um grupo de apoio à missão. Este tipo de ala é referida como "organização de ala de combate", sendo comparável à brigada no Exército dos EUA. Outros tipos de alas, como a ala aérea expedicionária, existem para vários outros fins, com o seu âmbito de atuação a estender-se para lá de uma única base.
Na aviação da Marinha dos EUA, a ala é uma unidade administrativa encarregada do comando de dois ou mais esquadrões do mesmo tipo baseados em terra. Várias alas podem ser combinadas para formar um grupo. Quando embarcados num porta-aviões, os esquadrões são destacados das suas alas administrativas em terra e integrados numa ala aérea de porta aviões (CVW). A CVW - antigamente designada "grupo aéreo de porta-aviões (CAG)" - é a unidade aérea operacional que agrupa todos os esquadrões de aeronaves baseados num determinado porta-aviões. Os grupos aéreos da Marinha são comandados por contra-almirantes (escalão inferior), comodoros na Armada Portuguesa e as alas por capitães de mar e guerra.
Na aviação do Corpo de Marines dos EUA, a ala consiste num comando global agrupando dois ou mais grupos de aeronaves Marines e respetivos esquadrões subordinados e unidades de apoio. Sendo equivalente à divisão terrestre, em termos de escalão, cada ala é normalmente comandada por um major-general.

### Reino Unido eCommonwealth
O termo "wing" (ala) foi introduzido na aviação militar britânica quando da criação do Royal Flying Corps em 1912, sendo escolhido por se correlacionar com o voo e por ser um termo neutro relativamente aos usados pelo Exército e pela Marinha para designarem as suas unidades.
Atualmente, na Royal Air Force (RAF) e na maioria das restantes forças aéreas da Commonwealth, cada ala é normalmente constituída por três ou quatro esquadrões (squadrons). No sistema britânico, a ala é uma unidade de escalão inferior ao grupo. Originalmente, cada ala era normalmente comandada por um comandante de ala (wing commander) equivalente a tenente-coronel do exército. No entanto, a partir da Segunda Guerra Mundial, as alas operacionais de voo têm sido normalmente comandadas por capitães de grupo (group captains) equivalentes a coronel, mantendo-se apenas as alas de superfície sob o comando de comandantes de ala.
Além das alas de voo existem também unidade de superfície designadas "alas", como são os casos das forças de infantaria do Regimento da RAF e das divisões administrativas das bases aéreas.
Em 2006, a RAF estabeleceu alas aéreas expedicionárias na maioria das suas bases operacionais. Estas alas são constituídas pelos elementos projetáveis de cada uma das bases operacionais, além de outras forças suplementares. Várias alas aéreas expedicionárias podem agrupar-se num grupo aéreo expedicionário.

### Outros países
A maioria das restantes forças aéreas do Mundo Ocidental tende a utilizar uma nomenclatura próxima da usada pela Força Aérea dos EUA, com a ala a ser composta por vários grupos e estes por vários esquadrões ou esquadras. Muitas forças aéreas utilizam o próprio termo inglês "wing" para designar as suas alas. Contudo, outras traduzem-no para as línguas locais como "Geschwader" na Luftwaffe alemã, "stormo" na Aeronáutica Militar Italiana ou "ala" na Força Aérea Brasileira e na Força Aérea Portuguesa.

## A ala nas modernas forças terrestres
Nas modernas forças terrestres, o termo ala não tem sido usado frequentemente para designar um tipo de unidade, sendo sobretudo usado como referência às posições laterais ocupadas nas formações de combate. 
No entanto, ocasionalmente, serviu para designar unidades. Por exemplo, a Ala de Cavalaria era divisão administrativa que congregava as unidades de cavalaria do Exército Britânico até à sua fusão com o Corpo Real de Tanques em 1939, formando o Real Corpo Blindado. 
Na década de 1940, a ala era a unidade de cavalaria equivalente ao batalhão no Exército Brasileiro, sendo composta por vários esquadrões. Posteriormente, as alas do Exército Brasileiro passaram a designar-se "grupos" e mais tarde "regimentos".